# فرانسوا دلسارته

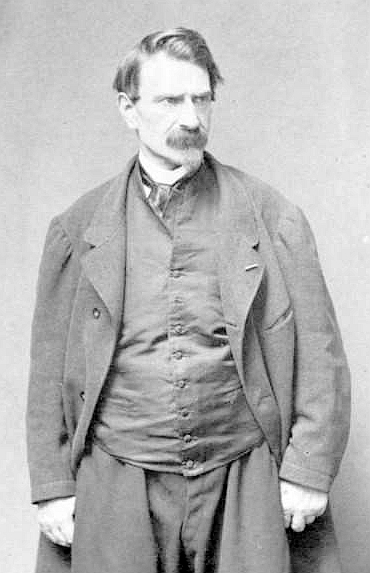
فرانکویس دلسارته (۱۸۶۴)

فرانکویس دلسارته با نام کامل الکساندر نیکولاس چری دلسارته (۱۹ نوامبر ۱۸۱۱ - ۲۰ ژوئیه ۱۸۷۱) معلم و موزیسین فرانسوی است. گرچه او موفقیت‌هایی به عنوان آهنگ‌ساز کسب کرد اما او عمدتاً به عنوان معلم آواز و دکلمه شناخته می‌شود. او در پی شکلی از حرکت بود که به همراه مجموعه نظام‌مندی از ایماها و حرکات بر پایه مشاهده بازیگر از فعل و انفعال‌های بشری، با تجارب احساسی درونی او ارتباط برقرار کند. اگرچه این روش «دلسارته» در سراسر جهان بسیار فراگیر شد، اما به خصوص در آمریکا و به وسیله بسیاری از آموزگارانی که کاملاً آن را نفهمیده بودند یا با مفاهیم پنهان شده پشت اشاره و ایماها ارتباط برقرار نمی‌کردند، به وضعیت و حالت‌های ملودرام توسعه یافت؛ حالتی که بعدها کنستانتین استانیسلاوسکی در واکنش به آن، روش‌های روانی درونی خودش را گسترش داد.